# Pionerskaja (metropolitana di Mosca)
Pionerskaja in russo Пионе́рская? è una stazione di superficie della Metropolitana di Mosca, situata sulla Linea Filëvskaja. Fu costruita nel 1961, e costituì il capolinea della linea fino al 1965.
La stazione presenta gli ingressi sul piano stradale, ma le banchine sono al piano inferiore. Esiste un sovrappasso con cui la strada può attraversare il tracciato della metropolitana; per il resto, il riparo ai passeggeri in attesa è fornito solo da una stretta tettoia. La serie di pilastri è ricoperta in marmo bianco e la piattaforma è costruita in cemento. L'architetto fu Rober Pogrebnoi.